# Anii 1980 în film
- Anii 1970 în cinematografie — Anii 1980 în cinematografie — Anii 1990 în cinematografie

În anii 1980 au avut loc mai multe evenimente în industria filmului:

## Filme
Aceasta este o listă incompletă de filme produse în anii 1980:
- 1980 - Star Wars Episode V: The Empire Strikes Back, Raging Bull, The Shining, Berlin Alexanderplatz, Kagemusha
- 1981 - Raiders of the Lost Ark, Das Boot, Mad Max 2, Reds, Blow Out
- 1982 - Blade Runner, Tootsie, Fitzcarraldo, Fanny and Alexander, E.T. the Extra-Terrestrial
- 1983 - Sans Soleil, L'Argent, The King of Comedy, The Right Stuff, Nostalghia
- 1984 - This is Spinal Tap, Amadeus, The Terminator, Once Upon a Time in America, Paris, Texas
- 1985 - Come and See, The Time to Live and the Time to Die, Ran, Brazil, Shoah, Back to the Future
- 1986 - Blue Velvet, Aliens, The Sacrifice, Ferris Bueller's Day Off, Down by Law
- 1987 - Wings of Desire, The Dead, Evil Dead II, Where Is the Friend's Home?, Full Metal Jacket
- 1988 - The Decalogue, My Neighbour Totoro, Midnight Run, Dead Ringers, Cinema Paradiso
- 1989 - Indiana Jones and the Last Crusade, Do the Right Thing, Close-Up, Crimes and Misdemeanors, A City of Sadness, Time of the Gypsies

## Nașteri
1980:

## Decese
1980: